# Linh lăng hoa vàng
Medicago falcata là danh pháp khoa học của một loài thực vật trong chi Medicago. Là loài bản địa của khu vực bồn địa Địa Trung Hải, nhưng hiện nay phổ biến khắp thế giới. Nó tạo thành quan hệ cộng sinh với vi khuẩn Sinorhizobium meliloti, loài có khả năng cố định đạm. Các tên gọi phổ biến có linh lăng lam, linh lăng lưỡi liềm, međi lưỡi liềm, linh lăng vàng và linh lăng hoa vàng.

## Hình ảnh

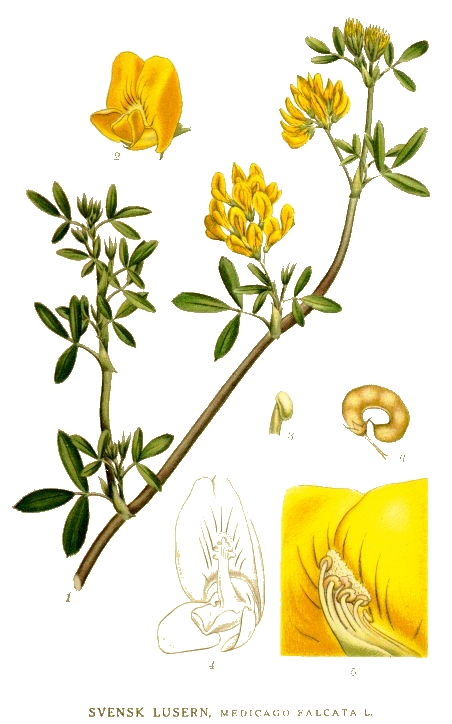
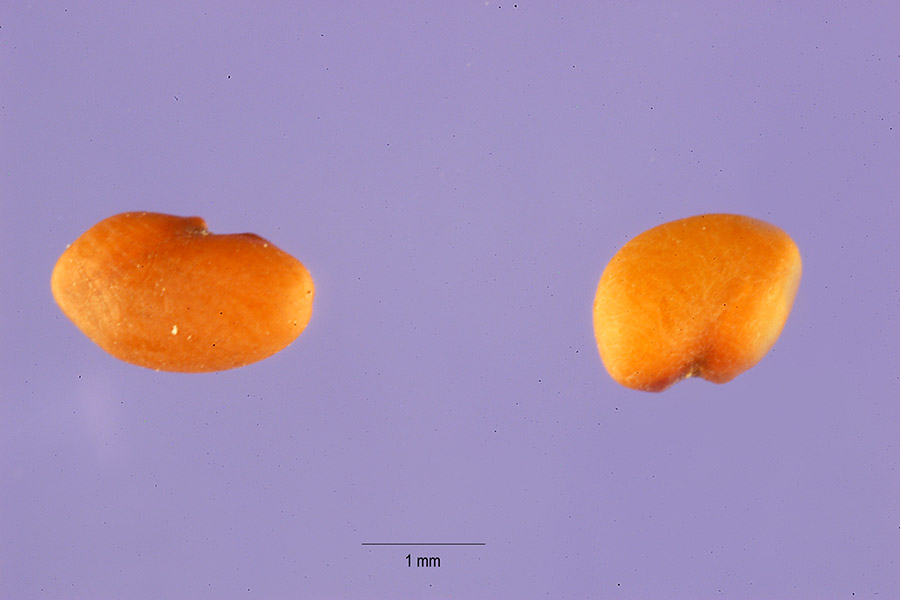
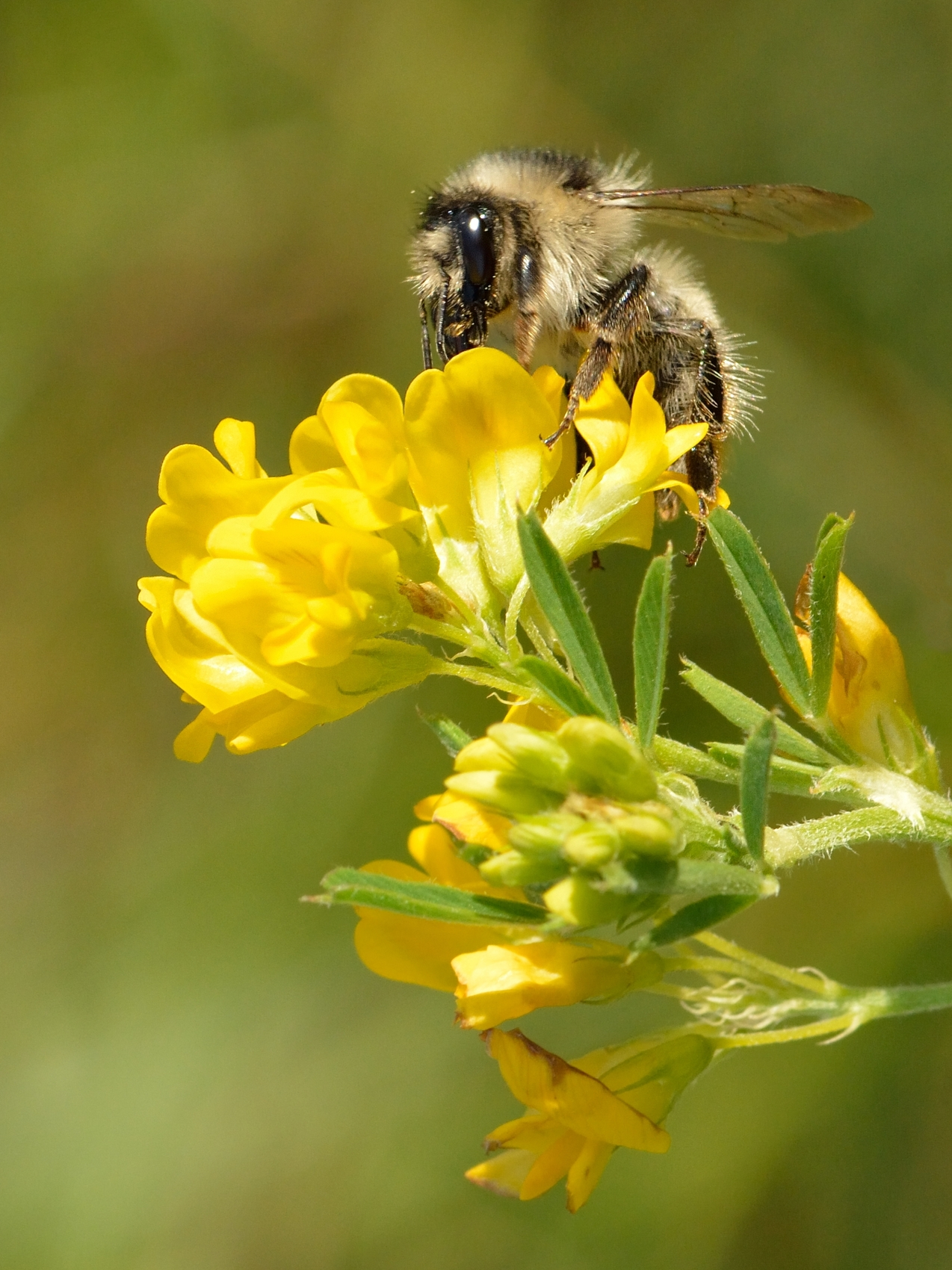